# دونالد بريغز
دونالد بريغز (بالإنجليزية: Donald Briggs)‏ هو ممثل أمريكي، ولد في 28 يناير 1911 في شيكاغو في الولايات المتحدة، وتوفي في 3 فبراير 1986 في وودلاند هيلز، كاليفورنيا في الولايات المتحدة.

## أعمال

### أفلام
- (1940) صلب ساخن

## وصلات خارجية
- دونالد بريغز على موقع IMDb (الإنجليزية)
- دونالد بريغز على موقع تيرنر كلاسيك موفيز (الإنجليزية)
- دونالد بريغز على موقع قاعدة بيانات الفيلم (الإنجليزية)